# قلعه تیمورخان
قلعه تیمورخان روستایی در دهستان هندودر بخش سربند شهرستان شازند استان مرکزی ایران است.

## جمعیت
بر پایه سرشماری عمومی نفوس و مسکن در سال ۱۳۹۵ جمعیت این روستا ۷ نفر (۴خانوار) بوده‌است.